# Salvadoriameisenschlüpfer
Der Salvadoriameisenschlüpfer (Myrmotherula minor) zählt innerhalb der Familie der Ameisenvögel (Thamnophilidae) zur Gattung Myrmotherula.
Die Art ist endemisch in Brasilien.
Das Verbreitungsgebiet umfasst tropischen oder subtropischen feuchten Tieflandwald, immergrüne Wälder in den Andenausläufern und Sekundärwald meist bis 500, gelegentlich bis 900 m Höhe.
Der lateinische Artzusatz bedeutet kleiner, der Trivialname bezieht sich auf den Erstbeschreiber.

## Merkmale
Der  Vogel ist etwa 9 cm groß und wiegt um die 6 g. Der Schwanz ist kurz. Das Männchen ist grau mit blasserer Unterseite, Kehle und Brustmitte tragen einen schwarzen Fleck. Die Flügeldecken sind schwärzlich mit weißen Spitzen, der Schwanz hat eine schwarze Binde und weiße Spitzen. Es ähnelt dem Weißflanken-Ameisenschlüpfer (Myrmotherula axillaris).
Das Weibchen hat eine graue Kappe, die Unterseite ist olivbraun, Flügel und Schwanz sind rötlichbraun, die Flügeldecken haben schmale gelbbraune Ränder, die Kehle ist weißlich, die Wangen sind grau. Jungvögel haben noch keine Schwanzbinde.
Die Art ist monotypisch.

## Stimme
Der Gesang wird als für Ameisenschlüpfer ungewöhnlich komplex beschrieben bestehend aus Gruppen schneller Laute, tiefer und langsamer werdend über 2 bis 4 Sekunden andauernd.

## Lebensweise
Die Nahrung besteht aus Insekten, wohl auch Spinnen, die einzeln, paarweise oder in  Familiengruppen meist  in gemischten Jagdgemeinschaften bevorzugt in 4 bis 8 m über dem Erdboden gejagt werden.
Die Brutzeit ist nicht genau bekannt.

## Gefährdungssituation
Der Bestand gilt als gefährdet (Vulnerable) durch Habitatverlust.